# Deutsche Tischtennis-Meisterschaft 1988
Die 56. nationale Deutsche Tischtennis-Meisterschaft fand vom 6. bis 8. Mai 1988 in Duisburg in der Rhein-Ruhr-Halle statt.
Diese Deutsche Meisterschaft leitet die Ära Jörg Roßkopf und des Doppels Roßkopf/Steffen Fetzner ein. Jörg Roßkopf wurde erstmals Deutscher Meister im Einzel im Einzel, der Anfang einer Serie von sechs aufeinander folgenden Siegen. Gleiches gilt für das Doppel Roßkopf/Fetzner, das nun und in den folgenden drei Jahren auf dem Treppchen stand. Olga Nemes holte den zweiten Titel und unterbrach damit die Serie von Nicole Struse. Das Damendoppel Susanne Wenzel/Anke Schreiber stand zum fünften Mal auf dem Treppchen, für das Mixed Matthias Höring/Ilka Böhning war die Goldmedaille eine Premiere.
| Platz | Herreneinzel    | Dameneinzel    | Herrendoppel                       | Damendoppel                        | Mixed                            |
| ----- | --------------- | -------------- | ---------------------------------- | ---------------------------------- | -------------------------------- |
| 1     | Jörg Roßkopf    | Olga Nemes     | Jörg Roßkopf/Steffen Fetzner       | Susanne Wenzel/Anke Schreiber      | Matthias Höring/Ilka Böhning     |
| 2     | Steffen Fetzner | Ilka Böhning   | Hans-Jürgen Fischer/Thomas Roßkopf | Ilka Böhning/Margit Freiberg       | Josef Böhm/Olga Nemes            |
| 3     | Georg Böhm      | Katja Nolten   | Cornel Borsos/Ralf Wosik           | Annette Mausolf/Christiane Praedel | Oliver Alke/Cornelia Faltermaier |
| 3     | Ralf Wosik      | Susanne Wenzel | Michael Krumtünger/Peter Stellwag  | Katja Nolten/Olga Nemes            | Jürgen Rebel/Susanne Wenzel      |

In den Einzelwettbewerben wurden drei Gewinnsätze ausgespielt, in den Doppelwettbewerben dagegen nur zwei Gewinnsätze.

## Wissenswertes
- Überraschend schied Wilfried Lieck sowohl im Einzel als auch im Doppel frühzeitig aus. Bei seinen vorigen 23 Teilnahmen an Deutschen Meisterschaften hatte er stets mindestens eine Medaille geholt. Diese Serie war nun zu Ende.
- Olga Nemes verlor im Einzel keinen Satz.